# Polemonium pulcherrimum
Espèce
Classification phylogénétique
Polemonium pulcherrimum  (Showy Jacob's-ladder en anglais) est une espèce de plantes à fleurs de la famille des Polemoniaceae et du genre Polemonium.

## Habitat
La plante est présente dans la partie Ouest de l’Amérique du Nord, du Nouveau Mexique à l’Alaska. Elle pousse en particulier dans des zones de haute altitude dans de sites rocheux.

## Description
Il s’agit d’une plante vivace pouvant atteindre 10 à 30 centimètres de haut. La plante a une odeur forte rappelant l’odeur de la moufette ou du putois. Ses fleurs de couleur bleue sont en cloche.